# 小行星239611
小行星239611（239611 Likwohting），臨時編號2008 UC212，是一顆位於小行星帶的小行星。由鹿林天文台於2008年10月23日發現。
該小行星以已故知名台灣政治家、經濟學者李國鼎命名，表彰他對台灣經濟和高科技發展的貢獻。